# Каржавин, Николай Акимович
Никола́й Аки́мович Каржа́вин (1899—1974) — советский геолог.

## Биография
Родился 1 мая 1899 года в посёлке Новоуткинск Екатеринбургского уезда Пермской губернии (ныне — посёлок в городском округе Первоуральск Свердловской области).
Работал плотником на заводе, после окончания Ирбитской учительской гимназии — учителем Ревдинской школы, после учёбы на рабфаке политехнического института (1920—1921) — помощником геолога, коллектором.
В 1929 году окончил Уральский ГРИ и был назначен начальником Троицко-Байновской геологоразведочной партии по разведке огнеупорных глин.
В 1930—1934 начальник геологоразведочных партий по разведке глин, технический руководитель Турьинской геологоразведочной партии, геолог-съемщик в Каменске (в то время — Челябинская область).
В 1935—1938 начальник геологического бюро на строительстве Уральского алюминиевого завода, главный геолог Североуральского бокситового рудника.
В 1942—1945 годах начальник партии Салаирской бокситовой экспедиции на Алтае.
В последующем — главный геолог Уральского алюминиевого завода, Салаирской геологоразведочной партии на Алтае, в Каменске-Уральском, Шабре. В 1960—1963 годах старший инженер по бокситам Уральского геологического управления (Свердловск).
После выхода на пенсию — директор Уральского геологического музея при Свердловском горном институте.
Открыл месторождения бокситов «Красная Шапочка» на Северном Урале (1931), Соколовское вблизи села Колчедан (1932). Также был одним из первооткрывателей Кальинского и Черемуховского месторождений бокситов (1933). Составил металлогеническую карту бокситов Урала.
Умер 14 марта 1974 года в Североуральске. Похоронен на Широкореченском кладбище.

## Память
Является прообразом главного героя художественного фильма «Человек, которому везло» (1978).
В 2002 г. в Североуральске была открыта памятная Мемориальная доска. Решением депутатов Думы Североуральского городского округа имя Каржавина Николая Акимовича занесено в Книгу Вечной славы.

## Награды и премии
- Сталинская премия первой степени (1946) — за геологические работы, обеспечившие создание сырьевой базы для алюминиевой промышленности на Урале.[2]
- «Первооткрыватель месторождения» (1969 — за «Красную Шапочку»).
- два ордена Ленина
- два ордена Трудового Красного Знамени
- медали
- Почетный гражданин Североуральска, где его именем названа одна из улиц.